# Havsstrandäng

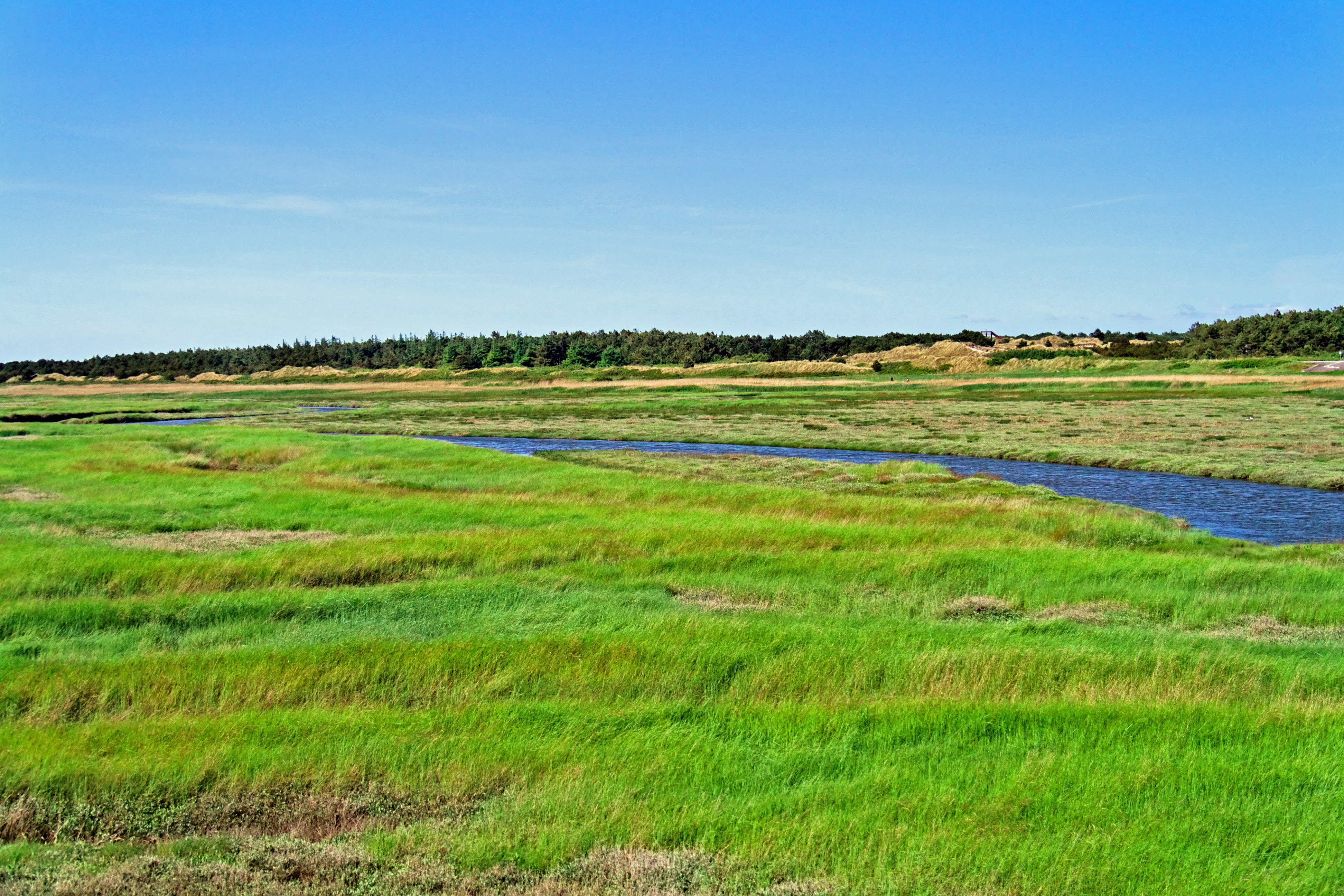
Havsstrandängar i Nordfriesland.

En havsstrandäng är en strandäng vid hav. Havsstrandängar bildas inom den zon som vanligen befinner sig ovanför vattenbrynet men ibland är översvämmad. Framför allt förekommer de på långgrunda stränder som påverkas av tidvatten. Ju större vattenståndsvariationerna är, desto bredare kan bältet av ängsvegetation bli. Växtligheten domineras av gräs och örter.

## Förekomst

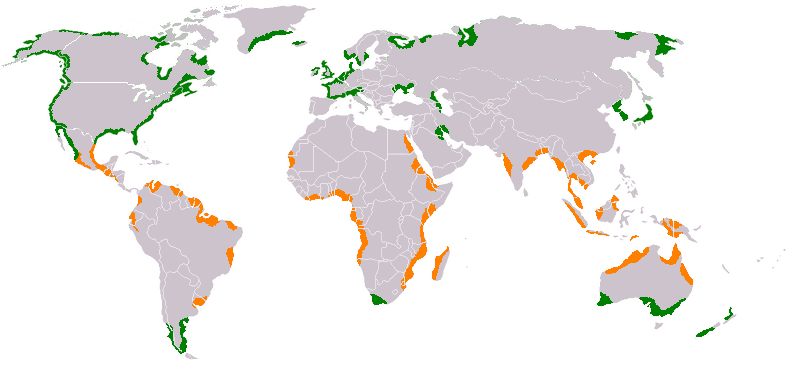
Viktigare områden med saltvattenspåverkade strandängar i världen (grönt) samt mangroveträsk (orange).

Havsstrandängar förekommer vid havet över hela världen. I Europa finns vidsträckta strandängsområden eller marskland bland annat vid södra Nordsjön, exempelvis södra Jylland. Strandängarna blir där särskilt välutvecklade till följd av den pågående landsänkningen.

## Strandängar i Sverige
I Sverige är havsstrandängarna vanligen ganska smala, både för att tidvattnet är obetydligt och för att merparten av kusterna påverkas av landhöjningen. De största strandängarna finns vid Öresund från söder om Limhamn till Skanör.

### Typisk vegetation
En vanlig växt i den nedre delen av saltvattenspräglade strandängar är revigt saltgräs, medan agnsäv och krypven ofta dominerar där vattnet är sötare. Högre upp vidtar nästan alltid salttåg, och därovanför rödsvingel och trift. I kalkgynnade områden, bland annat längs Ölands och Gotlands stränder, förekommer många orkidéer. I Bottenviken ökar inslaget av rena sötvattensarter ju högre upp man kommer. Tre arter eller underarter är endemiska för Bottenviken eller kusten ned till norra Östersjön: bottnisk malört (en underart till fältmalört), strandögontröst och gultåtel.

## Kulturprägel
Havsstrandängar har tidigare i mycket stor utsträckning varit betade, vilket har motverkat inväxning av buskar och träd och skapat bredare zoner med lågväxt ängsvegetation än vad som annars skulle ha förekommit.
Till skillnad från strandängar vid sötvatten har rena saltängar däremot inte så ofta använts för höslåtter, bland annat eftersom saltväxterna är svårtorkade.